# Бережний Микола Миколайович
Мико́ла Микола́йович Бережний  (нар. 18 серпня 1934, село Бурчак, Михайлівський район, Запорізька область) — український науковець-металург, доктор технічних наук, професор. Член Донецького відділення НТШ з 2004 року.

## Біографія
Народився 18 серпня 1934 року в селі Бурчак Михайлівського району Запорізької області у селянській родині. Закінчив Бурчацьку семирічку, Василівську десятирічку та Дніпропетровський металургійний інститут (1952–1957 рр.). Отримав фах інженера-металурга (металургія чавуну), направлений в криворізький науково-дослідний і проектний інститут Механобрчормет.
За 35 років праці в інституті Механобрчормет пройшов всі наукові посади від інженера-проектувальника, молодшого наукового співробітника до головного наукового співробітника. Завідував сектором металізації залізорудної сировини, лабораторією агломерації та виробництва окатишів, відділом збагачення магнетитових руд. Керував пуско-налагоджувальними комплексними бригадами, відповідальними за уведення в експлуатацію фабрик виробництва окатишів на збагачувальних комбінатах Центральному, Північному (Кривбас), Лебединському і Михайлівському (КМА). Тричі керував місячними загальносоюзними школами обміну передовим досвідом на фабриках виробництва окатишів (Урал, Казахстан, КМА, Кривбас).
З 01.09.1992 р. перейшов на кафедру «Збагачення корисних копалин» Криворізького технічного університету на посаду професора.
В 2001 призначений завідувачем кафедри «Обробка металів тиском та металургійне обладнання».

## Творчий доробок
Коло наукових інтересів: дослідження і розробка технологій збагачення руд у окускування сировини, проектування збагачувальних, та агломераційних фабрик.
Опублікував разом зі співавторами близько 280 наукових праць, в тому числі 75 авторських свідоцтв на винаходи, 6 книг («Окомкование тонкоизмельченных концентратов железных руд» 174 с, (1971); «Производство железорудных окатышей», 240 с. (1977); «Вступ до основ науково-технічної творчості», 242 с., (2002); «Основи металургії», 335 с., (2001), «Теорія будови рідкого, аморфного та кристалічного стану речовини (об'єм поверхні та поверхня в об'ємі)», 220 с., (2007)).

## Нагороди
Орден «Трудового Червоного прапора», 2 медалі «За доблесний труд», знаки «Винахідник СРСР» та «Срібний за працю на металургійному комбінаті в Криміковцях» (Болгарія).